# خوسيه فارياس
خوسيه فارياس (بالإسبانية: José Farías)‏ (17 أبريل 1937 في الأرجنتين - 10 يونيو 2004 في الأرجنتين) هو مدرب كرة قدم ولاعب كرة قدم أرجنتيني في مركز الوسط. لعب مع بوكا جونيورز وجيمناسيا لابلاتا وراسينغ كولومب ولوس أنديس ونادي النجم الأحمر سانت أوين ونادي تولوز ونادي ستراسبورغ ونادي لانوس وهوراكان.

## وصلات خارجية
- خوسيه فارياس على موقع قاعدة بيانات كرة القدم.إي يو (الإنجليزية)
- خوسيه فارياس على موقع عالم كرة القدم.نت (الإنجليزية)